# Ervin Johnson
Ervin Johnson (nacido el 21 de diciembre de 1967 en Nueva Orleans, Luisiana, Estados Unidos) es un exjugador de baloncesto estadounidense. Con 2.11 metros de estatura, jugaba en el puesto de pívot
Este pívot proveniente de la Universidad de Nueva Orleans, fue seleccionado en la vigésimo tercera posición del Draft de 1993 por los  Seattle SuperSonics, y jugó para los Sonics, Denver Nuggets, Minnesota Timberwolves y Bucks (en dos periodos separados). Ervin una vez derrotó a la antigua superestrella de la WWE, Mark Jindrak en un partido 1 contra 1 en el show WWE Confidential.

## Estadísticas de su carrera en la NBA
|  | Líder de la liga |

Fuente

### Temporada regular
| Año       | Equipo    | PJ  | PT  | MPP  | %TC  | %3P   | %TL  | RPP  | APP | ROB | TPP | PPP |
| --------- | --------- | --- | --- | ---- | ---- | ----- | ---- | ---- | --- | --- | --- | --- |
| 1993-94   | Seattle   | 45  | 3   | 6.2  | .415 | –     | .630 | 2.6  | .2  | .2  | .5  | 2.6 |
| 1994-95   | Seattle   | 64  | 30  | 14.2 | .443 | .000  | .630 | 4.5  | .3  | .3  | 1.0 | 3.1 |
| 1995-96   | Seattle   | 81  | 60  | 18.8 | .511 | .333  | .669 | 5.3  | .6  | .5  | 1.6 | 5.5 |
| 1996-97   | Denver    | 82  | 82  | 31.7 | .520 | .000  | .615 | 11.1 | .9  | .8  | 2.8 | 7.1 |
| 1997-98   | Milwaukee | 81  | 81  | 27.9 | .537 | –     | .601 | 8.5  | .7  | 1.0 | 2.0 | 8.0 |
| 1998-99   | Milwaukee | 50  | 7   | 20.5 | .508 | –     | .610 | 6.4  | .4  | .6  | 1.1 | 5.1 |
| 1999-2000 | Milwaukee | 80  | 74  | 26.6 | .516 | .000  | .605 | 8.1  | .6  | 1.0 | 1.6 | 4.8 |
| 2000-01   | Milwaukee | 82  | 19  | 24.2 | .545 | –     | .538 | 7.5  | .5  | .5  | 1.2 | 3.2 |
| 2001-02   | Milwaukee | 81  | 9   | 20.5 | .461 | .000  | .455 | 5.8  | .3  | .5  | 1.0 | 2.6 |
| 2002-03   | Milwaukee | 69  | 17  | 17.0 | .452 | –     | .682 | 4.3  | .3  | .5  | .9  | 2.2 |
| 2003-04   | Minnesota | 66  | 47  | 14.7 | .534 | .000  | .607 | 3.5  | .4  | .4  | .7  | 1.9 |
| 2004-05   | Minnesota | 46  | 23  | 8.9  | .519 | 1.000 | .640 | 2.5  | .1  | .2  | .3  | 1.6 |
| 2005-06   | Milwaukee | 18  | 0   | 4.5  | .412 | –     | .500 | 1.3  | .1  | .1  | .1  | .8  |
| Career    | Career    | 845 | 452 | 20.1 | .505 | .200  | .605 | 6.1  | .5  | .6  | 1.3 | 4.1 |

### Playoffs
| Año    | Equipo    | PJ | PT | MPP  | %TC  | %3P | %TL   | RPP  | APP | ROB | TPP | PPP |
| ------ | --------- | -- | -- | ---- | ---- | --- | ----- | ---- | --- | --- | --- | --- |
| 1994   | Seattle   | 2  | 0  | 4.0  | .000 | –   | –     | 2.0  | .0  | .0  | .0  | .0  |
| 1995   | Seattle   | 4  | 2  | 13.5 | .286 | –   | 1.000 | 5.3  | .0  | .3  | 1.0 | 3.5 |
| 1996   | Seattle   | 18 | 18 | 14.1 | .371 | –   | .818  | 3.9  | .4  | .3  | .8  | 3.1 |
| 1999   | Milwaukee | 3  | 2  | 30.7 | .462 | –   | .500  | 6.0  | .3  | .7  | 1.7 | 4.3 |
| 2000   | Milwaukee | 5  | 5  | 31.0 | .500 | –   | .611  | 9.8  | .4  | 1.2 | 1.2 | 6.2 |
| 2001   | Milwaukee | 18 | 10 | 32.1 | .574 | –   | .625  | 10.8 | .6  | .5  | 2.1 | 5.4 |
| 2003   | Milwaukee | 6  | 3  | 12.7 | .375 | –   | –     | 4.0  | .5  | .5  | .8  | 1.0 |
| 2004   | Minnesota | 18 | 16 | 19.8 | .500 | –   | .625  | 4.7  | .7  | .6  | .6  | 2.7 |
| 2006   | Milwaukee | 3  | 0  | 3.7  | .000 | –   | 1.000 | 1.3  | .0  | .3  | .0  | .7  |
| Career | Career    | 77 | 56 | 20.5 | .462 | –   | .678  | 6.1  | .5  | .5  | 1.1 | 3.5 |